# 張濩
張濩（？—？），號瑞泽，直隶广平府邯郸县人，軍籍，明朝政治人物。

## 生平
崇祯六年（1633年）癸酉科顺天乡试举人，十三年（1640年）庚辰科三甲第二名进士。吏部观政，授中书舍人。明亡仕清，顺治二年（1645年）四月考选四川道试监察御史，闰六月巡按浙江。五年四月起复湖广道试监察御史，八月巡按淮扬。九年十月出为湖广布政使司参议，分守下荆南道。